# Sa’id Ibrahim Sa’id al-Dżahsz
Sa’id Ibrahim Sa’id al-Dżahsz (arab. سعيد إبراهيم سعيد الجحش; ur. 7 czerwca 2003) – egipski zapaśnik walczący w stylu wolnym. Złoty medalista mistrzostw Afryki w 2023; brązowy w 2022 i 2025. Wicemistrz Afryki juniorów w 2022 i śródziemnomorski w 2021 roku.